# 도계초등학교 심포분교
도계초등학교 심포분교는 강원도 삼척시 도계읍 강원남부로 893-36 (심포리)에 있었던 분교이다.

## 연혁
- 1963.09.01 도계국민학교 심포분실 설립인가
- 1965.03.01 흥전국민학교 심포분교장 인가
- 1966.03.16 심포국민학교로 승격
- 1996.03.01 심포초등학교로 개칭
- 1998.03.01 도계초등학교 심포분교장 격하
- 2004.03.01 폐교